# 欧洲理事会主席
歐洲理事會主席（英語：President of the European Council），俗稱歐盟總統，是歐洲理事會中作為歐盟国家元首的角色，負責主持和推動其在歐盟的相關事務，同時也是歐盟在世界舞台上對外的主要代表。該機構由歐盟成員國國家元首或政府首長以及歐盟執委會主席組成，為歐盟提供政治指引。
從1975年到2009年，歐洲理事會主席是一個非官方職位（通常稱為輪值主席），由每半年輪流擔任歐盟部長理事會主席的成員國國家元首或政府首腦擔任。但自2007年《里斯本條約》以來，《歐盟條約》第15條規定，歐洲理事會任命一名全職主席，任期兩年半，可連任一次。任命以及罷免現任主席都需要歐洲理事會的雙重多數支持。
2009年11月19日，歐洲理事會同意赫爾曼·范宏畢（歐洲人民黨）擔任《里斯本條約》生效後的首任主席，此前他為比利時首相。范宏畢在《里斯本條約》於2009年12月1日生效時上任，任期至2012年5月31日為止。他後來成功連任，第二任於2014年11月30日結束。
第二位出任的是（時任）波蘭總理唐納·圖斯克。他首任任期為2014年12月1日至2017年5月31日，隨後於2017年3月9日再次當選，第二任期為2017年6月1日至2019年11月30日。
2019年7月2日，歐洲理事會選出時任比利時首相夏爾·米歇爾接替唐納·圖斯克，任期為2019年12月1日至2022年5月31日。他於2022年3月再次當選，第二任任期為2022年6月1日至2024年11月30日。

## 历史
第一次歐洲共同體國家元首或政府首腦會議於1961年以非正式峰會形式舉行，但直到1974年才成為正式會議，時任法國總統瓦萊里·季斯卡·德斯坦將其稱為「歐洲理事會」。1993年歐盟成立，歐洲理事會輪值主席國以歐盟部長理事會主席為基礎，由擔任部長理事會輪值主席國的成員國主辦，每六個月輪調一次。由於歐洲理事會由國家領導人組成，因此由輪值國國家元首或政府首長擔任主席。

### 常任主席
歐洲大會起草的《歐盟憲法》將「歐洲理事會主席」界定為任期較長、全職的主席職位。憲法雖然遭到兩個成員國選民否決，但對歐洲理事會主席職位設立的想法保留在2009年12月1日生效的《里斯本條約》中。
由於尚不清楚該職位將如何演變，第一任主席將定義其未來的定位。一種想法是，主席將堅持準行政角色，作為旗手，只需主持會議並確保該機構及其政策的順利運作。這將吸引半退休的領導者尋求職業生涯的另一個高峰，並將大部分工作留給執委會，而不是在機構內行使權力。然而，另一種觀點則是成為一位在歐盟內部更加積極主動並在國外作為代表的主席。支持者認為，該職位將很快被塑造成事實上的「歐洲總統」，並且與第一個模式不同，將在世界舞台上代表歐盟。此類型的人選將是更有魅力的領導者。范宏畢的出線表明了該職位的風格將傾向前者。
無論如何，任命新型態的主席有很多原因。以前的輪值主席代表每在第二次或第三次會議就換一位新主席。對人選也無選擇權。輪值主席幾乎沒有時間專門準備會議，因為他們還要管理一個國家政府（隨著歐盟的擴大，要談判的成員國數量不斷增加，這個問題日益嚴重）。當代表歐盟出席G7或G20峰會時，他們往往同時代表自己的國家。允許歐洲理事會選出一位全職、任期較長、且同時不擔任國家政府首腦的主席可避免這些問題。
《里斯本條約》沒有規定理事會主席的提名程序。2007年11月19日，在里斯本舉行的歐洲理事會關於該條約的最後一次會議上，法國總統尼古拉·薩科吉點名東尼·布萊爾、菲利佩·岡薩雷茲和尚-克勞德·榮克，稱讚三人是有價值的候選人，引起民眾對首任主席的猜測，尤其是布萊爾長期以來一直被認為是該職位的領先者。
2009年11月19日，歐盟成員國於比利時布魯塞爾舉行高峰會，選出首任常任主席，竞争者包括前英国首相托尼·布莱尔及荷蘭首相巴爾克嫩德等人。
同日，時任比利時首相赫爾曼·范宏畢被選為歐洲理事會首任全職主席，2009年12月1日《里斯本條約》生效後正式任命。英國首相戈登·布朗表示，范宏畢在19日晚間的布魯塞爾峰會上得到了27位歐盟領導人的一致支持。布朗稱讚范宏畢是「共識的締造者」，「在經歷了數月的不確定性之後，他為國家帶來了一段時期的政治穩定」。范宏畢在任命後的記者會上表示：「每個國家都應該從談判中取得勝利。以失敗方結束的談判永遠不會是好的談判。我會考慮每個人的利益和敏感性。我們的團結是我們的力量，我們的多樣性是我們的財富」，強調了歐盟成員國的獨特性。
范宏畢的第一次理事會會議是在利奧波德公園的索爾維圖書館舉行的非正式聚會，而不是在附近的尤斯圖斯·利普修斯大廈舉行正式聚會。該次會議旨在反思歐洲面臨的長期結構性經濟問題，但因希臘經濟危機而取消。
第二任常任主席為時任波蘭總理唐納德·圖斯克（歐洲人民黨），他於2014年12月1日起就职，任期兩年半，于2017年連任。
第三任常任主席為夏尔·米歇尔，於2019年12月上任。

## 職能與權力

### 2009年以前
歐洲理事會「輪值主席」的職責由現任歐盟部長理事會主席國的國家元首或政府首長擔任。主席任期每六個月輪換一次。
輪值主席的角色只是歐洲國家元首或政府首長的同儕之首。然而，輪值主席對外代表歐洲理事會，並在會議結束後以及主席任期開始和結束時向歐洲議會報告。T

### 2009年以後

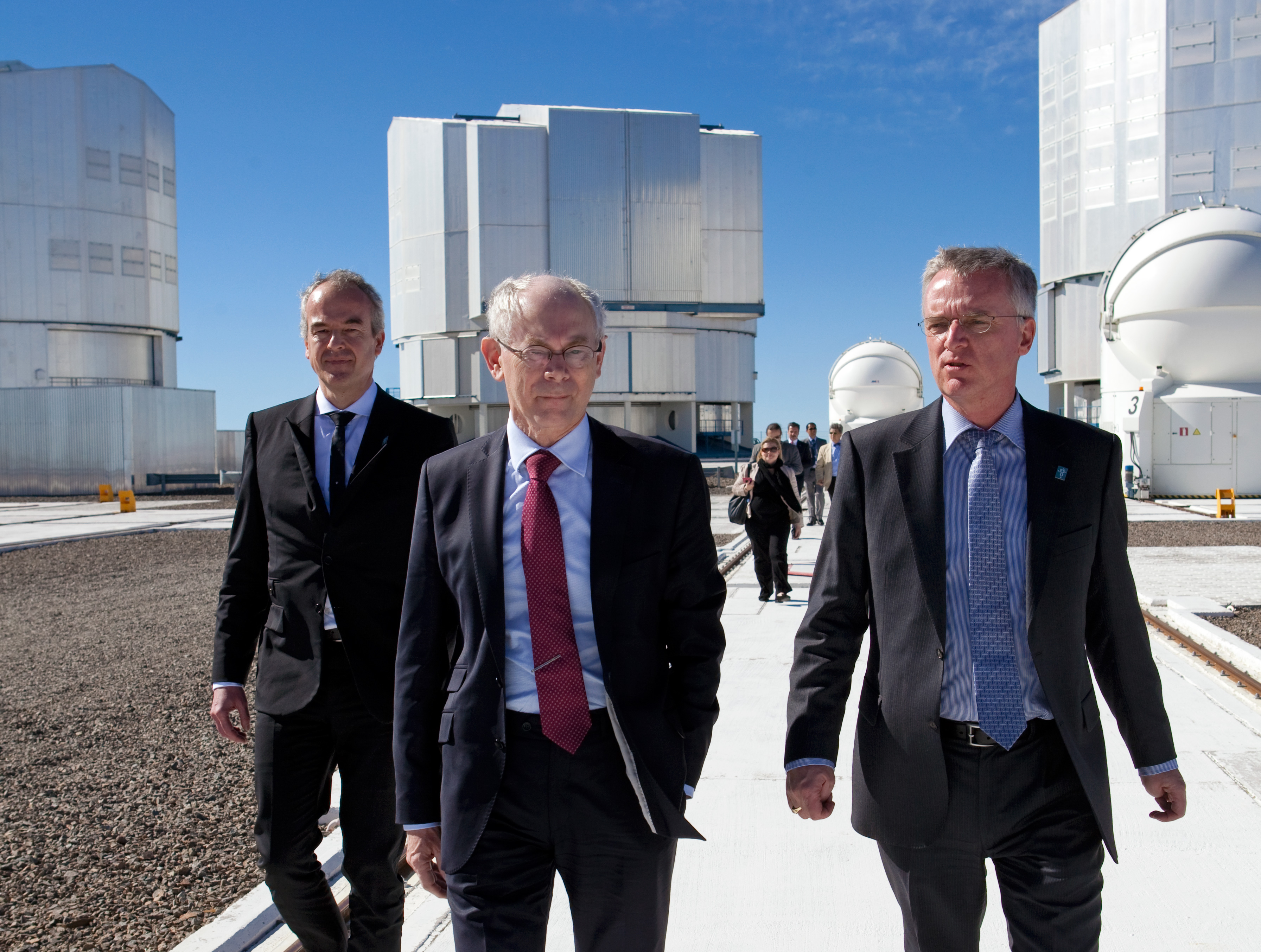
歐洲理事會主席赫爾曼·范宏畢訪問帕拉納爾天文台。

主席的角色主要是政治性的，包含準備歐洲理事會的工作，組織和主持其會議，尋求其成員之間的共識，並在每次會議後向歐洲議會報告；主席也「以他的級別和身份確保在涉及共同外交和安全政策議題上的對外代表性，且不影響歐盟外交和安全高級代表的權力」。歐洲理事會主席、歐盟執委會主席和高級代表的職責之間存在部分重疊（尤其是在外交政策方面），這使得歐洲理事會主席將擁有多大影響力存在不確定性。人們進一步擔心，主席是否有足夠的資源來有效履行職責。由於缺乏所屬部會，主席可能只能「配合」歐盟領導人。
隨著《里斯本條約》對歐盟領導職位的重組，各個職位的模糊職責受到了部分人士批評。烏克蘭駐歐盟大使安德烈·維謝洛夫斯基對該框架表示讚賞，並用自己的方式進行了澄清：歐盟執委會主席以歐盟「政府」的身份發言，而歐盟高峰會主席則是「戰略家」。高級代表專門處理「雙邊關係」，而歐盟擴大和歐洲睦鄰政策執委則處理技術問題，例如與烏克蘭的自由貿易協定。歐洲議會議長表達了歐盟的價值觀。
歐洲理事會主席也將其影響力擴大到了金融政策，這是留給部長理事會輪值主席國的最重要領域，代表輪值主席國的權力比先前規劃的下降幅度更大。《里斯本條約》帶來的許多變化需要透過現有參與者的實際作為來具體化。西班牙在2010年第一屆輪值主席國期間試圖挑戰歐洲理事會主席的地位，但沒有成功。而下半年，比利時輪值主席國是弱勢的看守政府，沒有挑戰同樣出身比利時的赫爾曼·范宏畢。比利時輪值主席國表示，他將站在歐洲理事會主席和高級代表「後方」，從而引發人們對理事會和外交政策更具社群主義特色的期望和擔憂。

## 職位特權
作為2009年歐盟預算草案的一部分，關於常任主席職位薪資和特權的正式談判於2008年4月開始。結果是，主席應享有與執委會主席相同的條件，基本工資為最高公務員級別的138%：即每月24,874.62歐元（不包括家庭和其他津貼）。
主席配有一輛有專職司機的用車和大約20名的專職工作人員。他享有住房補貼，而不是被認為「太具有象徵意義」的官邸。同樣地，私人飛機的想法也因具有象徵意義而被拒絕，正如一位外交官所指出的，歐洲理事會和歐盟執委會主席之間的特權差異可能只會加劇兩者之間的競爭。
歐洲理事會主席比歐盟執委會主席享有更多福利可能使議會威脅否決2009年預算。高薪和額外補貼是一個象徵性訊號，代表該職位旨在變得更加強大，並強化了政府間主義。由於理事會部分人士建議將工作人員增加到60人，一位歐洲議會議員在2008年提出，憲法事務委員會應該放棄議會和理事會不干涉彼此預算的君子協定。

## 民主授權

### 選舉
歐洲理事會主席由其成員透過強化條件多數決選舉產生，任期兩年半，可連任一次。《歐洲聯盟條約》第15條明定其職責。該職位由國家元首或政府首長投票選出。
缺乏對歐洲議會議員或國家議員的問責也讓人懷疑國家領導人是否會在重大議題上支持主席。在輪流制下，主席僅獲得其成員國的授權，而新的常任主席則由歐洲理事會成員選出。
德國前內政部長和聯邦議院前議長沃夫岡·蕭伯樂等人呼籲透過直接選舉以賦予主席授權，這將加強其職位，從而使歐洲理事會能夠擁有更大的權力。然而，這可能會導致與議會的民主授權或執委會的潛在授權發生衝突（見下文）。授權給歐洲理事會主席將意味著歐盟治理朝向總統制而非議會制發展。

### 與執委會的關係
由於條約措辭含糊，歐洲理事會前主席赫爾曼·范宏畢和歐盟執委會前主席若瑟·曼努埃爾·巴洛索之間曾出現競爭問題。一些見解將范宏畢視為「戰略家」，將巴洛索視為政府首腦。在經濟政策方面，范宏畢認為歐洲理事會負責整體戰略，由歐盟執委會負責執行。儘管每週有早餐會，但這兩個尚未定義明確的職位之間還是存在一定程度的競爭。
儘管歐洲理事會主席一般不擔任國家級職務，例如成員國總理，但對歐洲級職務並沒有這種限制。例如，主席可以是歐洲議會議員、甚至是執委會主席。這將使歐洲理事會能夠任命同一人擔任歐洲理事會主席和歐盟執委會主席的角色和權力，從而為整個歐盟創造一個單一的主席職位。
從歐洲理事會常任主席設立以來，前主席范宏畢和前歐盟執委會主席巴洛索就開始相互競爭，范宏畢受益於歐盟執委會向歐洲理事會的總體權力轉移，但巴洛索仍然掌握著真正的權力。在國際高峰會上，他們延續了以往兩者同時出席的做法。複雜的局勢再次引發了人們呼籲合併這些職位。
有人認為，如果不合併，雙主席制可能會形成兩方「共治」、內訌。雖然這類似於法國模式，有一位總統（歐洲理事會主席）和總理（歐盟執委會主席），但理事會主席不擁有正式權力，例如直接任命和解僱歐盟執委會主席的能力，或解散議會的能力。歐洲理事會主席有聲望，但缺乏權力。歐盟執委會主席有權力，但缺乏歐洲理事會主席的聲望。有些人認為，如果如上所述透過民主授權來加強理事會主席的權力，這個問題將會進一步加劇。

## 历任主席

### 轮值主席
| 年份 | 周期      | 轮值主席              | 欧洲政党 | 欧洲政党           | 主席國     |
| ---- | --------- | --------------------- | -------- | ------------------ | ---------- |
| 1975 | 1月－6月  | 連恩·柯茲葛洛夫       |          | 歐洲人民黨         | 愛爾蘭     |
| 1975 | 7月－12月 | 阿爾多·莫羅           |          | 歐洲人民黨         | 義大利     |
| 1976 | 1月－6月  | 加斯東·托恩           |          | 自由民主黨團       | 盧森堡     |
| 1976 | 7月－12月 | 約普·登厄伊爾         |          | 歐洲社會黨         | 荷蘭       |
| 1977 | 1月－6月  | 詹姆士·卡拉漢         |          | 歐洲社會黨         | 英国       |
| 1977 | 7月－12月 | 萊奧·廷德曼斯         |          | 歐洲人民黨         | 比利时     |
| 1978 | 1月－6月  | 安高·約恩森           |          | 歐洲社會黨         | 丹麦       |
| 1978 | 7月－12月 | 赫爾穆特·施密特       |          | 歐洲社會黨         | 西德       |
| 1979 | 1月－6月  | 瓦萊里·季斯卡·德斯坦  |          | 歐洲自由民主改革黨 | 法國       |
| 1979 | 7月－12月 | 傑克·林奇             |          | 歐洲進步民主黨團   | 愛爾蘭     |
| 1979 | 12月      | 查爾斯·豪伊           |          | 歐洲進步民主黨團   | 愛爾蘭     |
| 1980 | 1月－6月  | 法蘭西斯科·柯塞加     |          | 歐洲人民黨         | 義大利     |
| 1980 | 7月－12月 | 皮耶·維爾納           |          | 歐洲人民黨         | 盧森堡     |
| 1981 | 1月－6月  | 德里斯·范艾格         |          | 歐洲人民黨         | 荷蘭       |
| 1981 | 7月－12月 | 瑪格麗特·柴契爾       |          | 無黨籍             | 英国       |
| 1982 | 1月－6月  | 維爾弗里德·馬爾滕斯   |          | 歐洲人民黨         | 比利时     |
| 1982 | 7月－9月  | 安高·約恩森           |          | 歐洲社會黨         | 丹麦       |
| 1982 | 9月－12月 | 保羅·施呂特           |          | 歐洲人民黨         | 丹麦       |
| 1983 | 1月－6月  | 海爾穆·柯爾           |          | 歐洲人民黨         | 西德       |
| 1983 | 7月－12月 | 安德烈亞斯·巴本德里歐 |          | 歐洲社會黨         | 希腊       |
| 1984 | 1月－6月  | 法蘭索瓦·密特朗       |          | 歐洲社會黨         | 法國       |
| 1984 | 7月－12月 | 加勒特·費茲傑羅       |          | 歐洲人民黨         | 愛爾蘭     |
| 1985 | 1月－6月  | 貝蒂諾·克拉西         |          | 歐洲社會黨         | 義大利     |
| 1985 | 7月－12月 | 雅克·桑特             |          | 歐洲人民黨         | 盧森堡     |
| 1986 | 1月－6月  | 呂德·魯貝士           |          | 歐洲人民黨         | 荷蘭       |
| 1986 | 7月－12月 | 瑪格麗特·柴契爾       |          | 無黨籍             | 英国       |
| 1987 | 1月－6月  | 維爾弗里德·馬爾滕斯   |          | 歐洲人民黨         | 比利时     |
| 1987 | 7月－12月 | 保羅·施呂特           |          | 歐洲人民黨         | 丹麦       |
| 1988 | 1月－6月  | 海爾穆·柯爾           |          | 歐洲人民黨         | 西德       |
| 1988 | 7月－12月 | 安德烈亞斯·巴本德里歐 |          | 歐洲社會黨         | 希腊       |
| 1989 | 1月－6月  | 菲利佩·岡薩雷茲       |          | 歐洲社會黨         | 西班牙     |
| 1989 | 7月－12月 | 法蘭索瓦·密特朗       |          | 歐洲社會黨         | 法國       |
| 1990 | 1月－6月  | 查爾斯·豪伊           |          | 歐洲民主聯盟       | 愛爾蘭     |
| 1990 | 7月－12月 | 朱利奧·安德烈奧蒂     |          | 歐洲人民黨         | 義大利     |
| 1991 | 1月－6月  | 雅克·桑特             |          | 歐洲人民黨         | 盧森堡     |
| 1991 | 7月－12月 | 呂德·魯貝士           |          | 歐洲人民黨         | 荷蘭       |
| 1992 | 1月－6月  | 施華高                |          | 歐洲自由民主改革黨 | 葡萄牙     |
| 1992 | 7月－12月 | 約翰·梅傑             |          | 無黨籍             | 英国       |
| 1993 | 1月       | 保羅·施呂特           |          | 歐洲人民黨         | 丹麦       |
| 1993 | 1月－6月  | 波爾·尼魯普·拉斯穆森  |          | 歐洲社會黨         | 丹麦       |
| 1993 | 7月－12月 | 讓-呂克·德阿納        |          | 歐洲人民黨         | 比利时     |
| 1994 | 1月－6月  | 安德烈亞斯·巴本德里歐 |          | 歐洲社會黨         | 希腊       |
| 1994 | 7月－12月 | 海爾穆·柯爾           |          | 歐洲人民黨         | 德国       |
| 1995 | 1月－5月  | 法蘭索瓦·密特朗       |          | 歐洲社會黨         | 法國       |
| 1995 | 5月－6月  | 賈克·席哈克           |          | 無黨籍             | 法國       |
| 1995 | 7月－12月 | 菲利佩·岡薩雷茲       |          | 歐洲社會黨         | 西班牙     |
| 1996 | 1月－5月  | 蘭貝托·迪尼           |          | 歐洲自由民主改革黨 | 義大利     |
| 1996 | 5月－6月  | 羅馬諾·普羅迪         |          | 歐洲自由民主改革黨 | 義大利     |
| 1996 | 7月－12月 | 約翰·布魯頓           |          | 歐洲人民黨         | 愛爾蘭     |
| 1997 | 1月－6月  | 維姆·寇克             |          | 歐洲社會黨         | 荷蘭       |
| 1997 | 7月－12月 | 尚-克勞德·榮克        |          | 歐洲人民黨         | 盧森堡     |
| 1998 | 1月－6月  | 東尼·布萊爾           |          | 歐洲社會黨         | 英国       |
| 1998 | 7月－12月 | 維克托·克利馬         |          | 歐洲社會黨         | 奥地利     |
| 1999 | 1月－6月  | 格哈德·施若德         |          | 歐洲社會黨         | 德国       |
| 1999 | 7月－12月 | 帕沃·利波寧           |          | 歐洲社會黨         | 芬兰       |
| 2000 | 1月－6月  | 古德禮                |          | 歐洲社會黨         | 葡萄牙     |
| 2000 | 7月－12月 | 賈克·席哈克           |          | 歐洲人民黨         | 法國       |
| 2001 | 1月－6月  | 約蘭·佩爾松           |          | 歐洲社會黨         | 瑞典       |
| 2001 | 7月－12月 | 伏思達                |          | 歐洲自由民主改革黨 | 比利时     |
| 2002 | 1月－6月  | 荷西·瑪麗亞·阿茲納    |          | 歐洲人民黨         | 西班牙     |
| 2002 | 7月－12月 | 安諾斯·福格·拉斯穆森  |          | 歐洲自由民主改革黨 | 丹麦       |
| 2003 | 1月－6月  | 科斯塔斯·西米蒂斯     |          | 歐洲社會黨         | 希腊       |
| 2003 | 7月－12月 | 西爾維奧·貝魯斯柯尼   |          | 歐洲人民黨         | 義大利     |
| 2004 | 1月－6月  | 伯蒂·艾赫恩           |          | 歐洲民族聯盟       | 愛爾蘭     |
| 2004 | 7月－12月 | 揚·彼得·巴爾克嫩德    |          | 歐洲人民黨         | 荷蘭       |
| 2005 | 1月－6月  | 尚-克勞德·榮克        |          | 歐洲人民黨         | 盧森堡     |
| 2005 | 7月－12月 | 東尼·布萊爾           |          | 歐洲社會黨         | 英国       |
| 2006 | 1月－6月  | 沃爾夫岡·許塞爾       |          | 歐洲人民黨         | 奥地利     |
| 2006 | 7月－12月 | 馬蒂·萬哈寧           |          | 歐洲自由民主改革黨 | 芬兰       |
| 2007 | 1月－6月  | 安格拉·梅克爾         |          | 歐洲人民黨         | 德国       |
| 2007 | 7月－12月 | 若瑟·蘇格拉底         |          | 歐洲社會黨         | 葡萄牙     |
| 2008 | 1月－6月  | 亞內茲·楊薩           |          | 歐洲人民黨         | 斯洛維尼亞 |
| 2008 | 7月－12月 | 尼古拉·薩科吉         |          | 歐洲人民黨         | 法國       |
| 2009 | 1月－5月  | 米雷克·托波拉內克     |          | 歐洲保守改革聯盟   | 捷克       |
| 2009 | 5月－6月  | 揚·費雪               |          | 無黨籍             | 捷克       |
| 2009 | 7月－11月 | 弗雷德里克·賴因費爾特 |          | 歐洲人民黨         | 瑞典       |

### 常任主席
| 任 | 照片  | 主席 （生卒）             | 國家   | 就任          | 卸任           | 政黨               | 歐洲政黨 | 歐洲政黨         | 備註   |
| -- | ----- | ------------------------- | ------ | ------------- | -------------- | ------------------ | -------- | ---------------- | ------ |
| 1  |       | 赫爾曼·范宏畢 （1947—）   | 比利时 | 2009年12月1日 | 2014年11月30日 | 基督教民主和佛拉蒙 |          | 歐洲人民黨       | [ 43 ] |
| 1  | 5年   | 赫爾曼·范宏畢 （1947—）   | 比利时 |               |                | 基督教民主和佛拉蒙 |          | 歐洲人民黨       | [ 43 ] |
| 2  |       | 唐納·圖斯克 （1957—）     | 波蘭   | 2014年12月1日 | 2019年11月30日 | 公民綱領           |          | 歐洲人民黨       | [ 44 ] |
| 2  | 5年   | 唐納·圖斯克 （1957—）     | 波蘭   |               |                | 公民綱領           |          | 歐洲人民黨       | [ 44 ] |
| 3  |       | 夏爾·米歇爾 （1975—）     | 比利时 | 2019年12月1日 | 2024年11月30日 | 革新運動           |          | 歐洲自由民主聯盟 | [ 45 ] |
| 3  | 5年   | 夏爾·米歇爾 （1975—）     | 比利时 |               |                | 革新運動           |          | 歐洲自由民主聯盟 | [ 45 ] |
| 4  |       | 安東尼奧·柯斯塔 （1961—） | 葡萄牙 | 2024年12月1日 | 現任           | 社會黨             |          | 歐洲社會黨       | [ 46 ] |
| 4  | 239天 | 安東尼奧·柯斯塔 （1961—） | 葡萄牙 |               |                | 社會黨             |          | 歐洲社會黨       | [ 46 ] |

## 辦公地點
辦公地點在比利時首都布鲁塞尔。